# Tsugaru Nobuyuki
Tsugaru Nobuyuki est un nom japonais traditionnel ; le nom de famille (ou le nom d'école), Tsugaru, précède donc le prénom (ou le nom d'artiste).
Tsugaru Nobuyuki (津軽 信順, 18 avril 1800-5 décembre 1862) est le 10e daimyō du domaine de Hirosaki au nord de la province de Mutsu dans le Honshū (actuelle préfecture d'Aomori du Japon). Son titre de courtoisie est Dewa-no-kami.

## Biographie
Tsugaru Nobuyuki est le fils cadet de Tsugaru Yasuchika, 9e daimyō du domaine de Hirosaki. Son frère ainé hérite du domaine de Kuroishi qui est élevé d'une possession hatamoto de 4 000 koku en un han de plein droit pendant l'administration de son père Yasuchika.
Yasuchika tente d'abord de poursuivre la mise en œuvre de nombreuses réformes lancées par Tsugaru Nobuakira pour restaurer la prospérité d'un domaine sujet aux catastrophes mais affronte une opposition tenace due à des intérêts particuliers et à de vastes problèmes de corruption parmi ses obligés. Cependant, Yasuchika entretient de bonnes relations avec le shogunat Tokugawa et réussit à organiser un mariage extrêmement favorable pour Nobuyuki à une fille de la famille Konoe, de la noblesse de cour de Kyoto. Il s'arrange également pour que deux filles de Tokugawa Narimasa, chef de la branche Tayasu du clan Tokugawa, soient les concubines de son fils. Ces arrangements conjugaux aboutissent à sa promotion au titre de courtoisie de chambellan. Cependant, l'effort financier dû à la cour et au shogunat en échange de ces mariages est énorme et les finances du domaine précipitent de nouveau la faillite. L'augmentation des impôts et les soulèvements paysans cumulés aboutissent à une tentative d'assassinat en 1821 par des vassaux du clan Nambu du domaine de Morioka, rivaux de longue date du clan Tsugaru et, en 1825, Yasuchika se retire et transmet nominalement sa fonction à Nobuyuki.
Cependant, avec son père Yasuchika qui continue à gouverner derrière les coulisses à partir de la résidence du clan à Edo, et en raison du manque d'une base de pouvoir personnel ou de respect de ses vassaux principaux, Nobuyuki en est réduit à être une figure emblématique inefficace et est moqué comme le « seigneur idiot » (馬鹿殿様, baka-tonosama) de Tsugaru. Des rumeurs se répandent relativement à son manque d'acuité mentale, à son ivrognerie, à ses comportements inappropriés et lascifs durant les voyages sankin kotai à Edo et il est forcé de se retirer en 1839.
Le domaine est confié à un étranger, le 7e fils de Matsudaira Nobuakira, seigneur du domaine de Yoshida dans la province de Mikawa et rōjū, adopté par les Tsugaru sous le nom Tsugaru Yukitsugu.

## Source de la traduction
- (en) Cet article est partiellement ou en totalité issu de l’article de Wikipédia en anglais intitulé « Tsugaru Nobuyuki » (voir la liste des auteurs).